# Zac MacMath
Zachary Michael MacMath (Saint Petersburg, 7 augustus 1991) is een Amerikaans voetballer die momenteel als doelman uitkomt voor Colorado Rapids op huurbasis van Philadelphia Union.

## Clubcarrière
MacMath werd op 14 januari 2011 als vijfde gekozen in de MLS SuperDraft 2011 door Philadelphia Union. MacMath startte in september door de blessure van eerste doelman Faryd Mondragon voor het eerste een aantal wedstrijden achter elkaar in de basis. In zijn tweede seizoen werd hij basisspeler bij Philadelphia en speelde hij in tweeëndertig competitiewedstrijden in de basis. Op 6 januari 2015 werd MacMath verhuurd aan Colorado Rapids. MacMath was aan het einde van het seizoen door de komst van Algerijns international Raïs M'Bolhi geen basisspeler meer bij Philadelphia, en had daarnaast ook nog concurrentie van Jamaicaans international Andre Blake.